# Chiesa di Santa Caterina (Amburgo)
La chiesa evangelica di Santa Caterina, in tedesco Hauptkirche Sankt Katharinen è una delle cinque chiese principali di Amburgo.
La sua torre di 116,7m di altezza rappresenta la struttura più antica della città ancora in uso. Grazie alla sua vicinanza alla Speicherstadt e al porto di Amburgo è considerata la chiesa dei marinai.

## Storia e architettura
La chiesa appare menzionata per la prima volta in un documento del 1256, come centro della comunità sulle isole Elbane di Grimm , Cremon , Brook , Wandrahm e Kehrwieder. 
L'edificazione di un nuovo e più grande edificio in stile gotico iniziò nel XIV secolo e fu completata intorno al 1450. Presenta una pianta basilicale con deambulatorio, divisa in tre navate da pilastri cilindrici. Le navate sono coperte da volte a crociera, quelle della navata centrale alte 29 metri. Le navate laterali presentano grandi finestroni con timpani triangolari esterni, secondo l'influenza olandese, e sono coperte da tetti individuali.
Tra il 1566 e il 1568 il pittore Daniel Freese elaborò i disegni progettuali per una torre in arenaria di stile gotico-rinascimentale.
Tuttavia la chiesa era stata eretta su un suolo paludoso e ciò comportava drenaggi e interventi sui muri perimetrali. Nel carnevale del 14 febbraio 1648 si verificò un'importante alluvione che fece crollare la torre. Venne subito ricostruita grazie a una donazione del ricco mercante e consigliere cittadino Hermann Rentzel, sembrerebbe con i fondi del tesoro del pirata Klaus Störtebeker. Con la ricostruzione della torre, si modificò anche i tetti, abbattendo i timpani triangolari e realizzandone uno solo, più grande, che copriva tutte le navate. Il campanile venne terminato con la realizzazione dell'alta guglia barocca nel 1657.
La chiesa fu in gran parte distrutta dai bombardamenti della fine di luglio 1943. Rimasero sostanzialmente solo le mura esterne e il fusto della torre. Venne ricostruita tra il 1950 e il 1956 dagli architetti Rudolf JägereBernhard Hopp.
All'interno conserva ancore numerose opere d'arte fra le quali spicca un Crocefisso del XIV secolo e l'epitaffio del senatore Caspar Moller, del 1618.

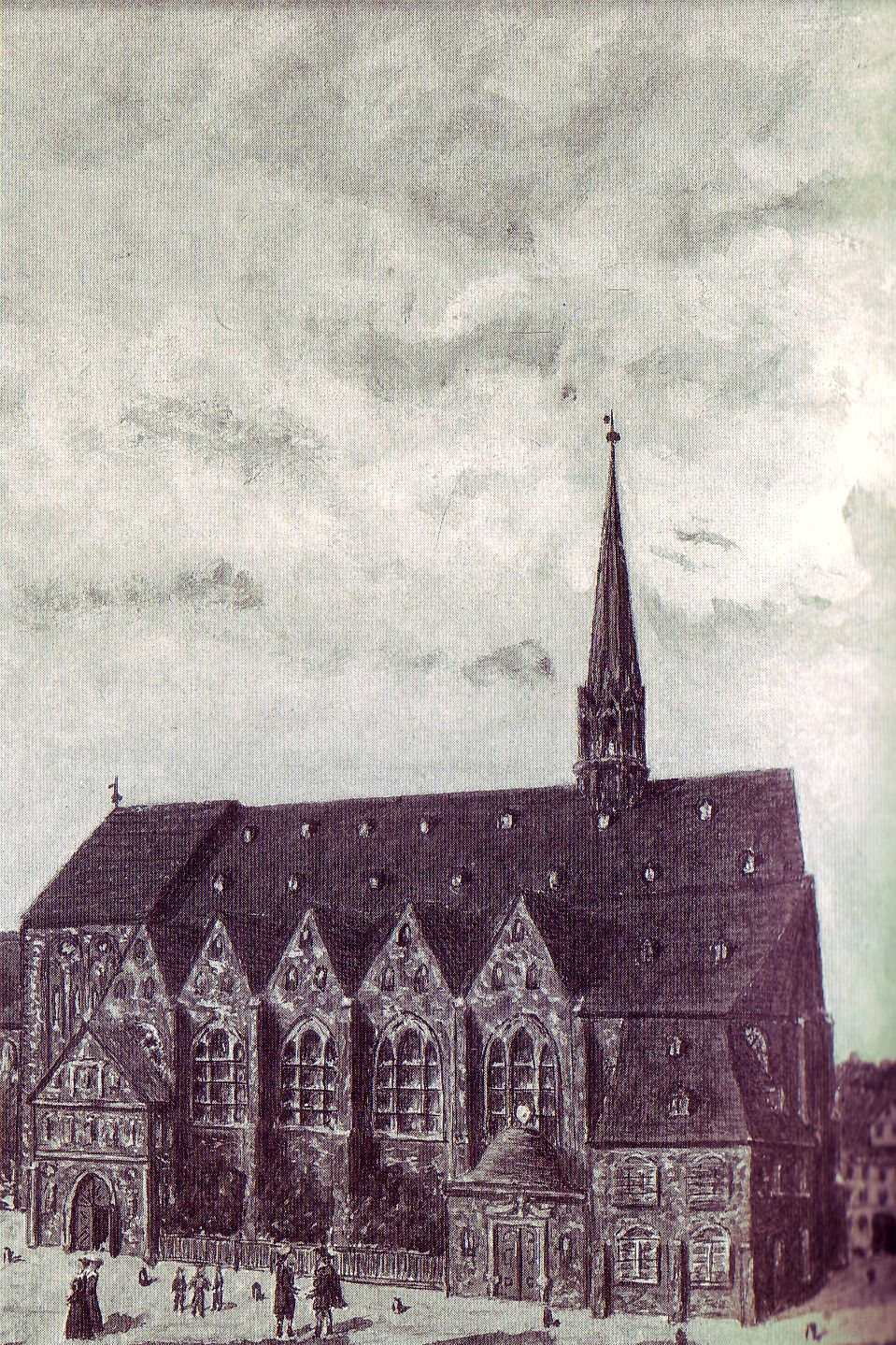
Stampa del 1540
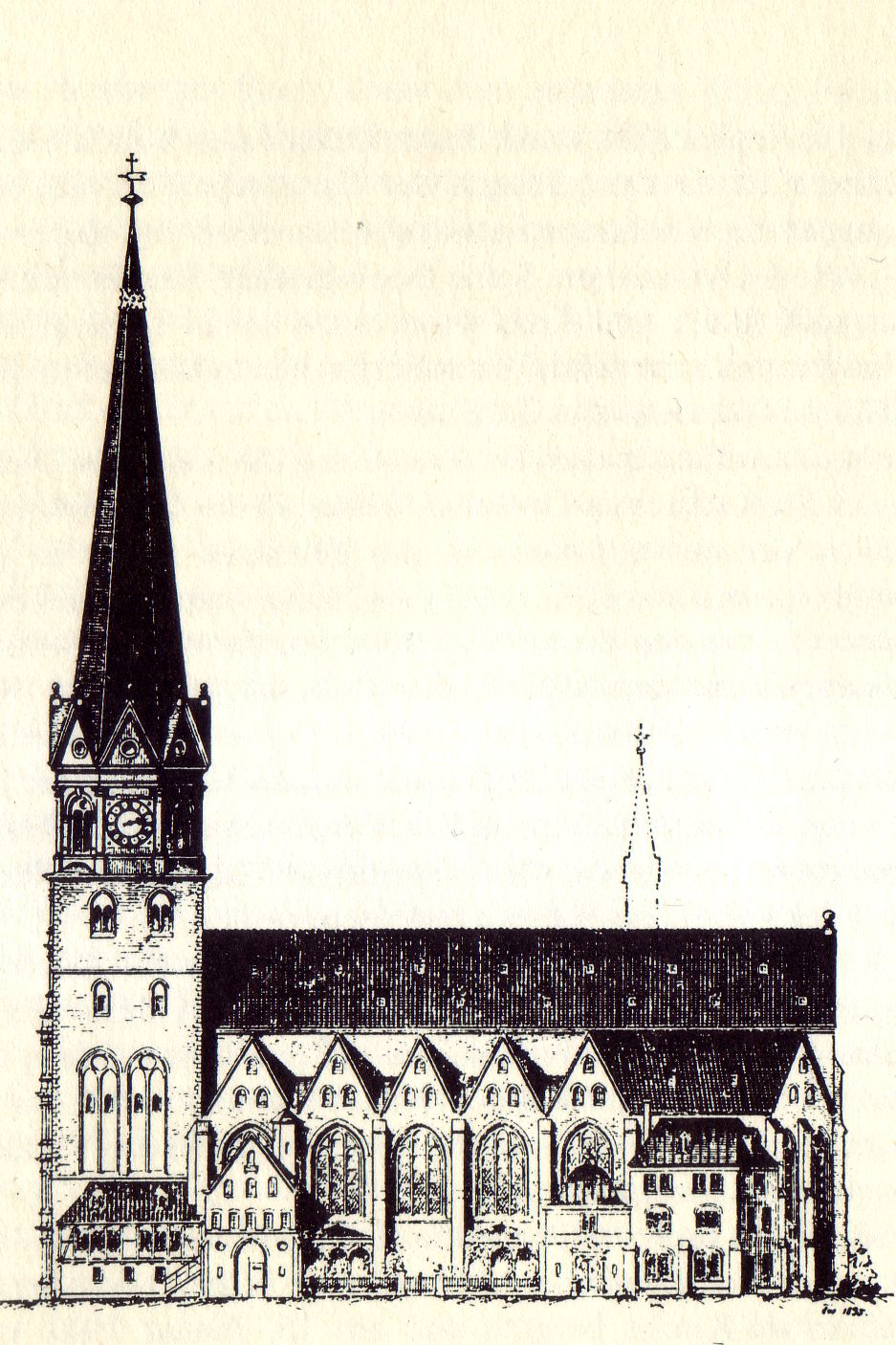
Stampa del 1648
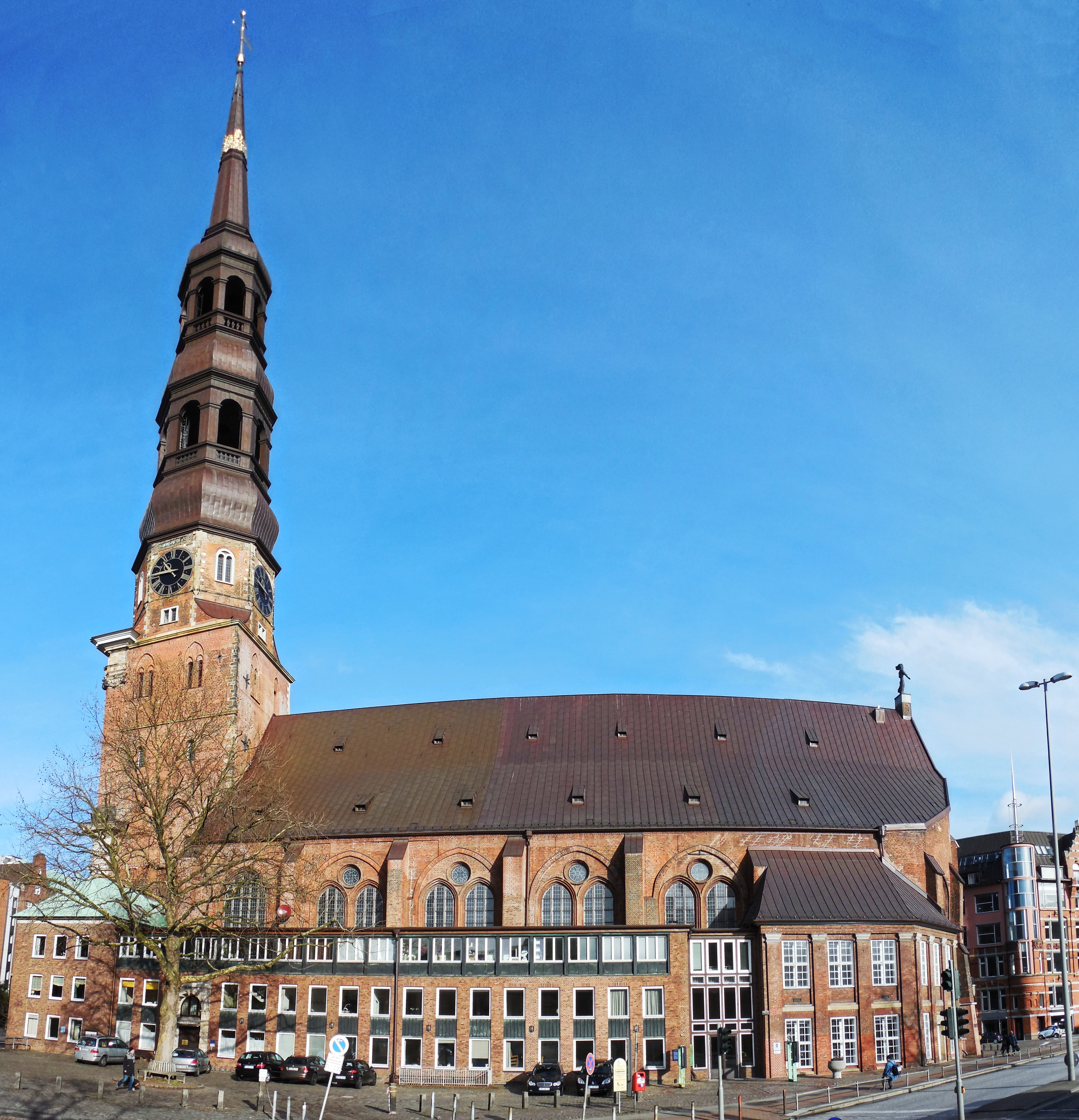
L'esterno
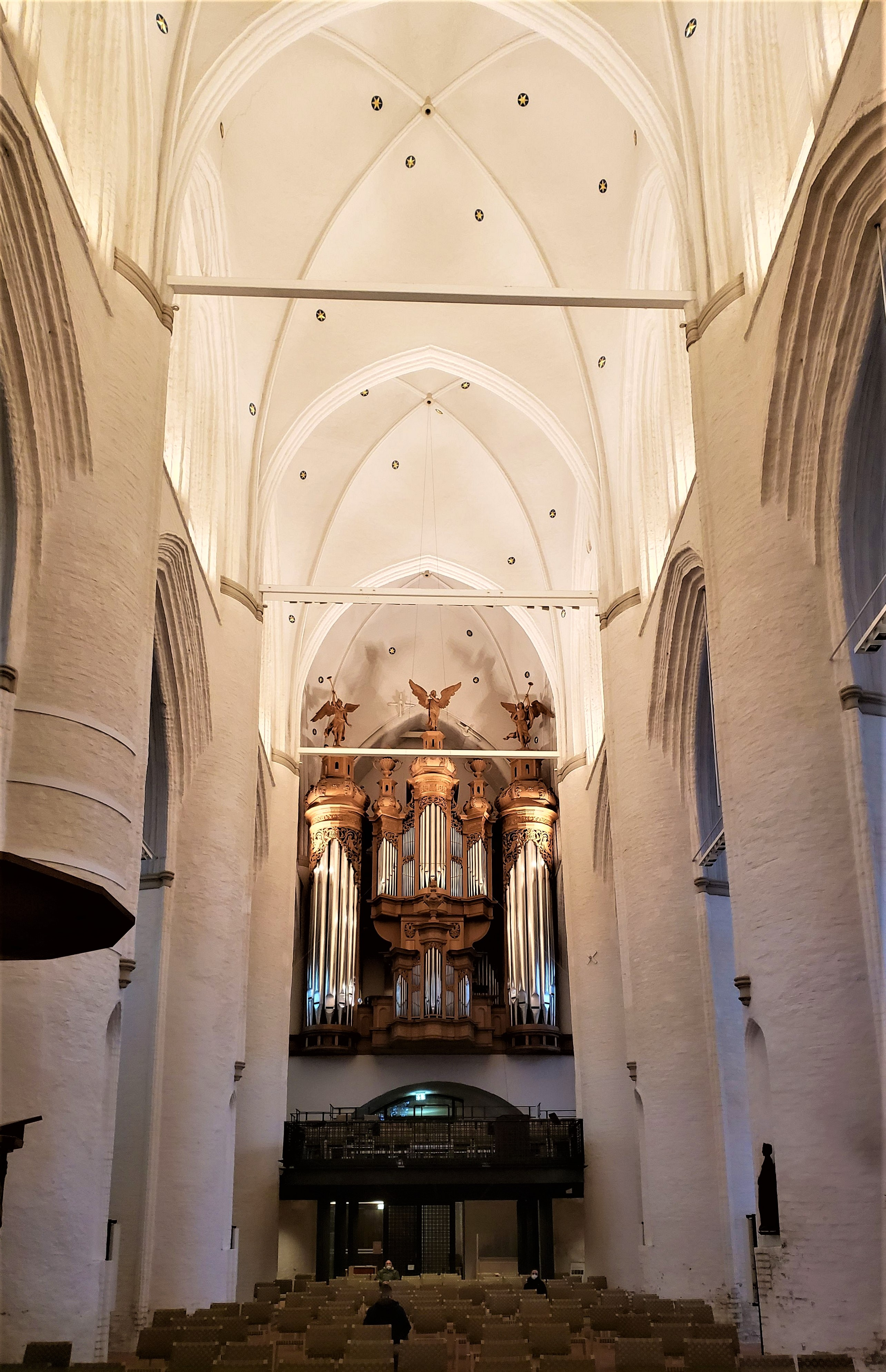
L'interno
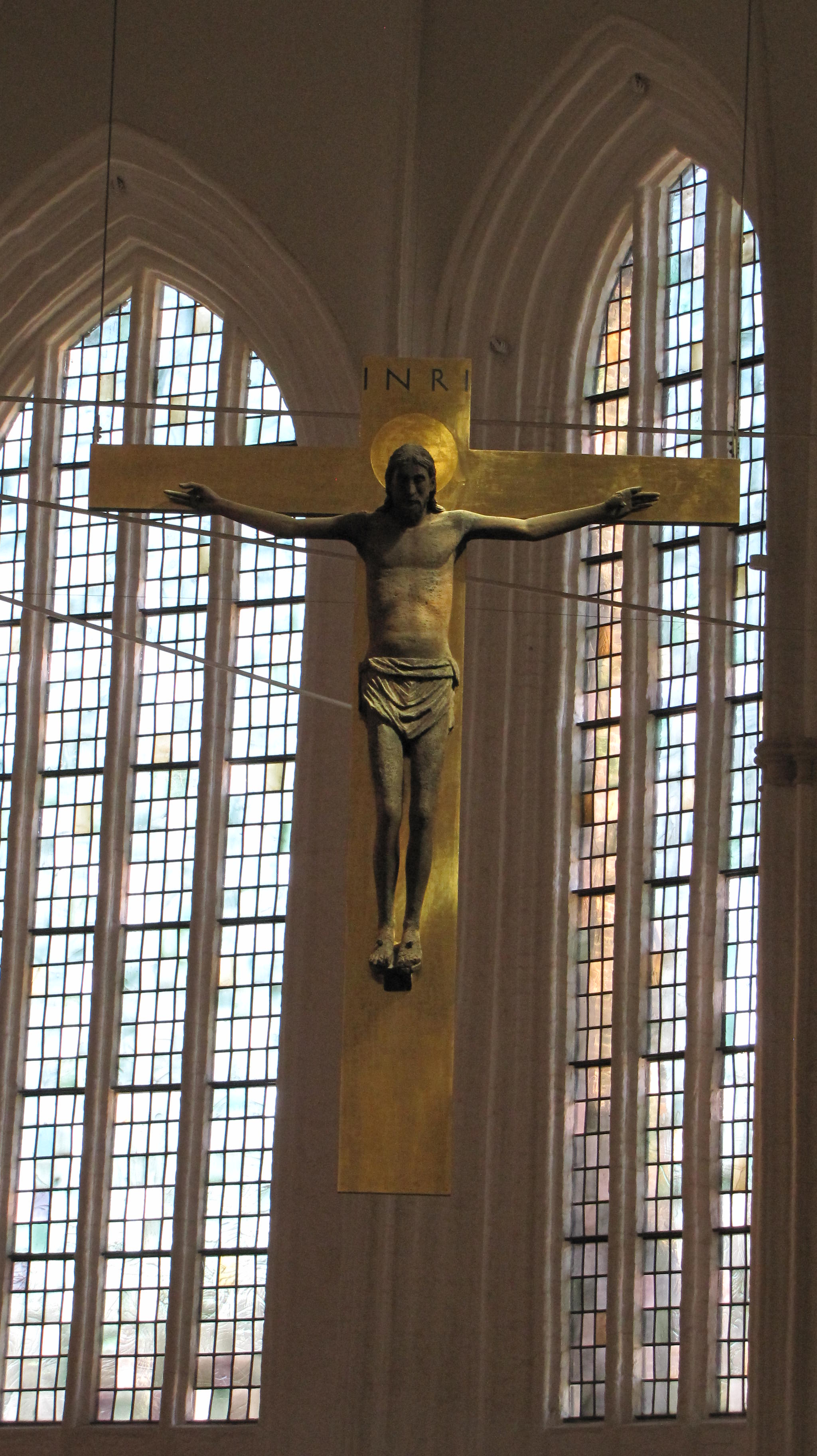
Il Crocefisso trecentesco

## Campane
Nel torre ci sono cinque campane di bronzo, di cui la campana più antica del 1626 è anche la più grande della chiesa e la campana più grande rimasta della fonderia Hans Nuessel. Le altre campane risalgono al 1957 dalla fonderia Schilling di Heidelberg.
| n° | nome            | fusione | nota | peso     | fonderia                                |
| -- | --------------- | ------- | ---- | -------- | --------------------------------------- |
| 1  | Soli Deo Gloria | 1626    | Fa2  | 6.500 kg | Hans Nuessel, Amburgo                   |
| 2  | Jubilate        | 1957    | Do3  | 2.700 kg | Friedrich Wilhelm Schilling, Heidelberg |
| 3  | Cantate         | 1957    | Mi3  | 1.330 kg | Friedrich Wilhelm Schilling, Heidelberg |
| 4  | Rogate          | 1957    | Sol3 | 900 kg   | Friedrich Wilhelm Schilling, Heidelberg |
| 5  | Exaudi          | 1957    | La3  | 650 kg   | Friedrich Wilhelm Schilling, Heidelberg |